# Eurostat
Eurostat er EU's statistikorganisation, som kontrollerer medlemslandenes statistik. Eurostat er en lille organisation som hovedsagelig indsamler statistik fra de forskellige nationale statistikorganisationer, samt har et samarbejde med disse om metodeudvikling.